# Торонто (Канзас)
Торонто (англ. Toronto) — місто (англ. city) в США, в окрузі Вудсон штату Канзас. Населення — 206 осіб (2020).

## Географія
Торонто розташоване за координатами 37°47′55″ пн. ш. 95°56′59″ зх. д. / 37.79861° пн. ш. 95.94972° зх. д. (37.798517, -95.949608).  За даними Бюро перепису населення США в 2010 році місто мало площу 0,94 км², уся площа — суходіл.

## Демографія
Згідно з переписом 2010 року, у місті мешкала 281 особа в 149 домогосподарствах у складі 72 родин. Густота населення становила 298 осіб/км².  Було 234 помешкання (248/км²).
Расовий склад населення:
| - 96,4 % — білих - 1,1 % — корінних американців |

До двох чи більше рас належало 1,8 %. Частка іспаномовних становила 2,5 % від усіх жителів.
За віковим діапазоном населення розподілялося таким чином: 17,4 % — особи молодші 18 років, 54,1 % — особи у віці 18—64 років, 28,5 % — особи у віці 65 років та старші. Медіана віку мешканця становила 53,5 року. На 100 осіб жіночої статі у місті припадало 103,6 чоловіків;  на 100 жінок у віці від 18 років та старших — 96,6 чоловіків також старших 18 років.
Середній дохід на одне домашнє господарство  становив 28 913 долари США (медіана — 22 500), а середній дохід на одну сім'ю — 39 263 долари (медіана — 32 500). За межею бідності перебувало 42,5 % осіб, у тому числі 67,3 % дітей у віці до 18 років та 31,3 % осіб у віці 65 років та старших.
Цивільне працевлаштоване населення становило 97 осіб. Основні галузі зайнятості: освіта, охорона здоров'я та соціальна допомога — 25,8 %, публічна адміністрація — 16,5 %, виробництво — 14,4 %.